# Prüfgas
Ein Prüfgas ist ein Gasgemisch, das zur Überprüfung von Mess- und Analysegeräten eingesetzt wird.

## Definition
Ein Prüfgase besteht in der Regel aus einem Grundgas und einer oder mehreren Beimengungen. Das Grundgas wiederum kann ein reines Gas oder ein Gasgemisch sein.
Der Begriff Kalibriergas wird in Fragen der Kalibrierung häufig synonym verwendet.
Als Nullgas wird ein Grundgas bezeichnet, das keine Beimengung enthält.

## Herstellung
Für die Herstellung von Prüfgasen werden meistens Luft oder Stickstoff als Grundgas verwendet. Diesem wird eine bekannte Menge einer interessierenden Komponente hinzugefügt.
Prüfgase können mittels unterschiedlicher Verfahren hergestellt werden. Es wird zwischen statischen und dynamischen Verfahren unterschieden. Bei statischen Verfahren werden Volumina miteinander vermischt, bei dynamischen Verfahren Volumenströme. Geräte zur dynamischen Herstellung von Prüfgasen werden Prüfgasgeneratoren genannt.
Es haben sich unter anderem folgende Herstellungsverfahren etabliert:
- Gravimetrische Methode: Wägung eines abgeschlossenen Behälters vor und nach der Beaufschlagung mit Gas[6]
- Dynamische Herstellung mit Gasmischpumpen: Ansaugen zweier Gase durch wechselseitiges Zusammenarbeiten von Dosierpumpen[7]
- Herstellung durch Injektion: Injektion einer Beimengung in einen Grundgasstrom; die Injektion kann kontinuierlich[8] oder periodisch[9] erfolgen.
- Herstellung durch Permeation der Beimengung: Permeation der Beimengung durch eine geeignete Membran in einen Grundgasstrom[10]
- Herstellung durch manometrische Methoden: Aufeinander folgende Befüllung eines evakuierten Druckbehälters mit Grundgas und Beimengungen sowie jeweils nachfolgende Druckmessung[11]

Die Auswahl des Herstellungsverfahrens richtet sich unter anderem nach den Eigenschaften der Beimengungen, dem gewünschten Druck des Prüfgases und der angestrebten Konzentration der Beimengung. Konzentrationen werden als Masse pro Volumen, Stoffmenge pro Volumen, Massengehalt, Volumengehalt oder Stoffmengengehalt angegeben.
Viele Prüfgase können in Druckgasflaschen über den Handel bezogen werden.

## Verwendung
Prüfgase dienen zum Kalibrieren von Gasmess- und Gaswarngeräten, deshalb ist die Einhaltung der definierten Konzentration, Stoffmengenanteile oder Volumenanteile bei der Produktion von Prüfgasen besonders wichtig.
In Ringversuchen werden Prüfgase zur Qualitätskontrolle von Messstellen eingesetzt.